# جام قهرمانان کونکاکاف ۱۹۸۱
جام قهرمانان کونکاکاف ۱۹۸۱ هفدهمین دوره مسابقات بین‌المللی فوتبال باشگاهی سالانه جام قهرمانان کونکاکاف بود که در منطقه کونکاکاف (آمریکای شمالی، آمریکای مرکزی و دریای کارائیب) برگزار شد و از ۲۶ آوریل ۱۹۸۱ تا ۲ فوریه ۱۹۸۲ به طول انجامید.
تیم‌ها به ۳ منطقه (آمریکای شمالی، آمریکای مرکزی و کارائیب) تقسیم شدند، که هر کدام تیم برنده را برای شرکت در مسابقات نهایی فرستادند. مسابقات به صورت رفت و برگشت برگزار شد.
تیم سورینامی ترانسوال با شکست اتلتیکو مارته السالوادور در فینال، برای دومین بار قهرمان کونکاکاف شد.

## منطقه آمریکای شمالی/مرکزی

### مرحله اول
| تیم ۱         | نتیجه نهایی | تیم ۲           | بازی رفت | بازی برگشت |
| ------------- | ----------- | --------------- | -------- | ---------- |
| اتلتیکو مارته | ۵–۳         | خوونتود رتالتکا | ۲–۲      | ۳–۱        |
| ماراتن        | ۵–۱         | سانتیاگوئنیو    | ۴–۰      | ۱–۱        |
| شلاهو         | ۲–۴         | تیگرس اونال     | ۰–۰      | ۲–۴        |
| رئال اسپانیا  | ۲–۴         | کروز آزول       | ۲–۱      | ۰–۳        |

### مرحله دوم
| تیم ۱       | نتیجه نهایی | تیم ۲         | بازی رفت | بازی برگشت |
| ----------- | ----------- | ------------- | -------- | ---------- |
| تیگرس اونال | ۱ - ۲       | اتلتیکو مارته | ۱ - ۱    | ۰ - ۱      |
| ماراتن      | ۴ - ۲       | کروز آزول     | ۳ - ۱    | ۱ - ۱      |

- تیگرس اونال به دلیل ناموفق بودن در رسیدن به موقع برای بازی برگشت، ۱-۰ بازنده اعلام شد.

### مرحله سوم
| تیم ۱         | نتیجه نهایی | تیم ۲  | بازی رفت | بازی برگشت |
| ------------- | ----------- | ------ | -------- | ---------- |
| اتلتیکو مارته | ۱-۲         | ماراتن | ۱-۰      | ۰-۲        |

## منطقه کارائیب

### مرحله اول
| تیم ۱         | نتیجه نهایی | تیم ۲         | بازی رفت | بازی برگشت |
| ------------- | ----------- | ------------- | -------- | ---------- |
| کنتاکی ممفیس  | ۰ - ۳       | اس‌یوبی‌تی      | ۰ - ۱    | ۰ - ۲      |
| سیتوک         | ۱ - ۵       | رابین‌هود      | ۱ - ۰    | ۰ - ۵      |
| ترانسوال      | ۳ - ۲       | دیفنس فورس    | ۱ - ۰    | ۲ - ۲      |
| یاما سان اویل | -           | کالج سن توماس |          |            |

- یاما سان اویل برنده بازی شد؛ نتیجه مشخص نیست.

### مرحله دوم
| تیم ۱    | نتیجه نهایی   | تیم ۲         | بازی رفت | بازی برگشت |
| -------- | ------------- | ------------- | -------- | ---------- |
| اس‌یوبی‌تی | ۷ - ۱         | یاما سان اویل | ۵ - ۰    | ۲ - ۱      |
| رابین‌هود | ۰ - ۰ (۴-۳ پ) | ترانسوال      | ۰ - ۰    | ۰ - ۰      |

### مرحله سوم
| تیم ۱    | نتیجه نهایی | تیم ۲    | بازی رفت | بازی برگشت |
| -------- | ----------- | -------- | -------- | ---------- |
| اس‌یوبی‌تی | ۰ - ۳       | ترانسوال | ۰ - ۱    | ۰ - ۲      |

## فینال
| ترانسوال    | ۱–۰    | اتلتیکو مارته |
| ----------- | ------ | ------------- |
| لیسبرگر ۸۴' | Report |               |

| اتلتیکو مارته | ۱–۱    | ترانسوال    |
| ------------- | ------ | ----------- |
| ویلفردو هوئزو | Report | ونزلی باندل |